# Arcidiocesi di Martiropoli
L'arcidiocesi di Martiropoli (in latino Archidioecesis Martyropolitana) è una sede soppressa e sede titolare della Chiesa cattolica.

## Storia
Martiropoli, corrispondente alla città di Silvan nell'odierna Turchia, è un'antica sede arcivescovile autocefala della provincia romana della Mesopotamia nella diocesi civile d'Oriente e nel patriarcato di Antiochia.
Originariamente suffraganea dell'arcidiocesi di Amida, nel VI secolo fu elevata al rango di sede metropolitana senza suffraganee, come attestato da una Notitia episcopatuum del VI secolo.
Il primo vescovo noto di Martiropoli è Maruta, che prese parte al primo concilio ecumenico di Costantinopoli nel 381 e che in seguito fu esiliato in Persia all'epoca del re Ardashir II: è menzionato nel Martirologio Romano alla data del 16 febbraio. Zebenno partecipò al concilio di Calcedonia nel 451. Nonno partecipò all'ordinazione di Maras di Amida nel 520. Nel 711 o 712 è noto il vescovo Giorgio, che venne trasferito dalla sede di Apamea di Siria. Basilio infine partecipò al Concilio di Costantinopoli dell'879-880 che riabilitò il patriarca Fozio di Costantinopoli.
Con il nome di Mayyafariqin (in arabo) o di Mayperqiṭ (in siriaco), la città fu sede di una diocesi nestoriana e di una giacobita. Nella sua Cronaca, Michele il Siro menziona ventisette vescovi giacobiti fra l'VIII e il XII secolo. La diocesi nestoriana, suffraganea dell'arcidiocesi di Nisibi nella provincia ecclesiastica del Bēṯ ʿArbāyē, è invece documentata dall'XI al XIII secolo; quattro sono i suoi vescovi conosciuti dalle fonti antiche; uno di questi, Yahballaha bar Qayyoma, divenne in seguito patriarca della Chiesa d'Oriente con il nome di Yab-Alaha II.
Dal XVI secolo Martiropoli è annoverata tra le sedi arcivescovili titolari della Chiesa cattolica; la sede è vacante dal 15 novembre 1967. Nelle fonti la sede è conosciuta come Martyriensis seu Martyropolitana (Martiria o Martiropoli).

## Cronotassi

### Arcivescovi di credo niceno
- San Maruta † (prima del 381 - dopo il 403)
- Zebenno † (menzionato nel 451)
- Nonno † (menzionato nel 520)
- Giorgio † (circa 711/712 - ?)
- Basilio † (menzionato nell'879)

### Vescovi nestoriani
- Eliya † (? - prima del 1018 nominato metropolita di Damasco)
- Yahballaha bar Qayyoma † (seconda metà del XII secolo)
- Yohannan † (menzionato nel 1257)
- Ishoʿdnah † (dopo il 1265[5] - dopo il 1281)

### Arcivescovi titolari
- Luis Norman, O.F.M. † (17 luglio 1560 - ? deceduto)
- Antonio Bernardes, O.P. † (17 novembre 1576 - ?)
- Ángel Pereira, O.Carm. † (15 maggio 1600 - ?)
- Francisco de Faria † (17 dicembre 1640 - ?)
- Cristóbal de Almeida, O.S.A. † (16 novembre 1671 - 26 ottobre 1679 deceduto)
- Jan Mikołaj Zgierski † (2 gennaio 1696 - 25 gennaio 1706 nominato vescovo di Smolensk)
- Francesco Martinengo † (19 ottobre 1711 - prima del 25 maggio 1750 deceduto)
- Fabian Franciszek Pląskowski † (25 maggio 1750 - 18 febbraio 1784 deceduto)
- Józef Korytowski † (26 settembre 1785 - 11 giugno 1790 deceduto)
- Michał Mateusz Kosmowski † (26 settembre 1791 - 11 ottobre 1804 deceduto)
- John Charles Prince † (5 luglio 1844 - 8 giugno 1852 nominato vescovo di Saint-Hyacinthe)
- Joseph William Hendren, O.F.M. † (25 febbraio 1853 - 14 novembre 1866 deceduto)
- Joaquín Larraín Gandarillas † (31 dicembre 1877 - 15 giugno 1893 nominato arcivescovo titolare di Anazarbo)
- Gusztáv Károly Majláth † (26 marzo 1897 - 28 giugno 1897 succeduto vescovo di Transilvania)
- José Ramón Astorga Salinas † (22 giugno 1899 - 3 dicembre 1906 deceduto)
- António Alves Ferreira † (19 dicembre 1907 - 2 luglio 1911 succeduto vescovo di Viseu)
- Gyözö Horváth † (26 marzo 1912 - 19 dicembre 1944 deceduto)
- Yosep Ghanima † (29 aprile 1946 - 21 giugno 1948 confermato patriarca di Babilonia dei Caldei)
- Basile Vladimir Ladyka, O.S.B.M. † (21 giugno 1948 - 1º settembre 1956 deceduto)
- João Resende (Rezende) Costa, S.D.B. † (19 luglio 1957 - 15 novembre 1967 succeduto arcivescovo di Belo Horizonte)